# Primelles

Primelles este o comună în departamentul Cher, Franța. În 1 ianuarie 2022 avea o populație de 193 de locuitori.